# Malindo Air

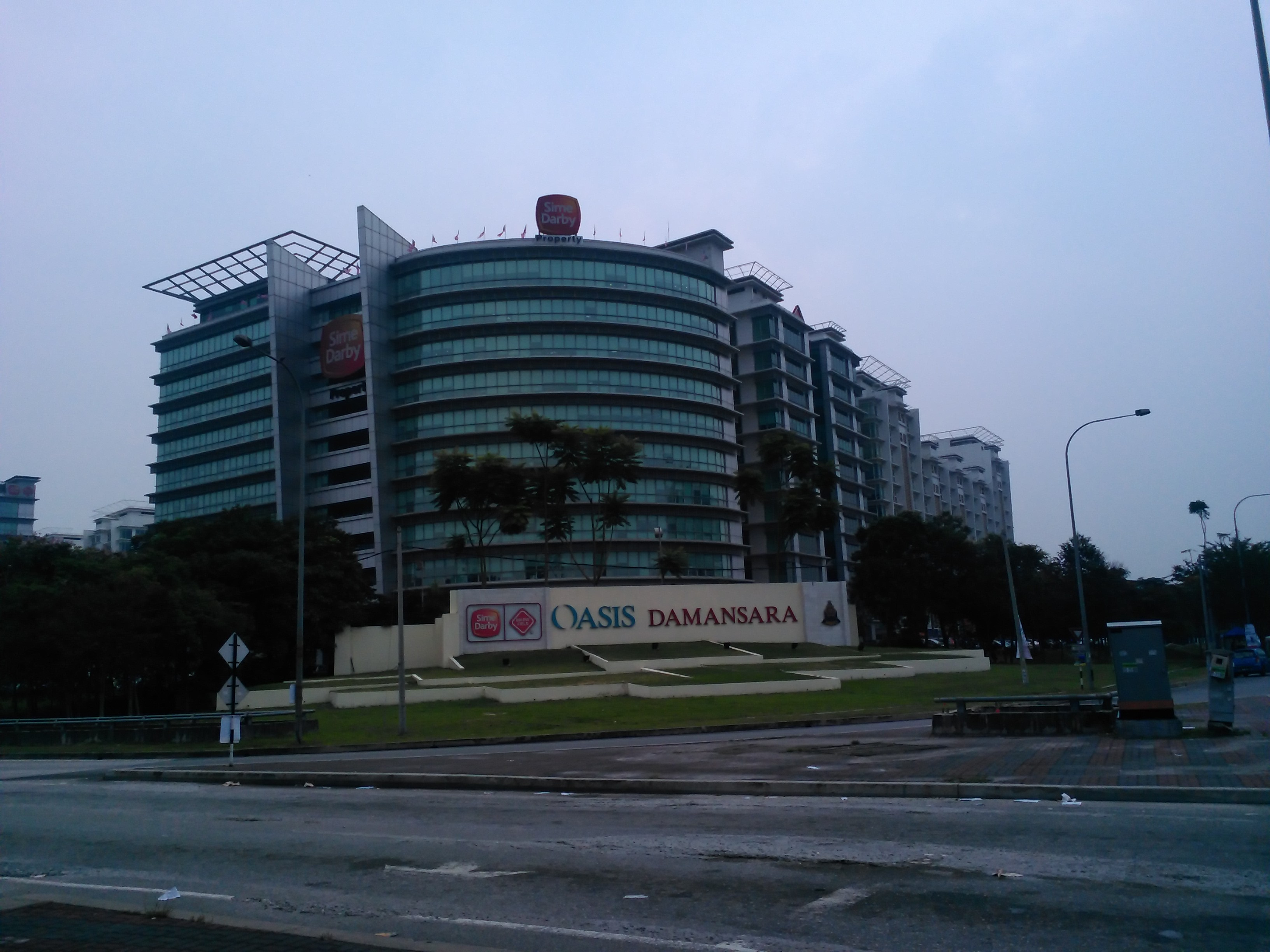
Toà nhà Oasis Damansara, nơi có trụ sở của Malindo Air

Malindo Air là một hãng hàng không của Malaysia, có trụ sở tại Petaling Jaya. Đây là một liên doanh giữa National Aerospace Industries và National Defence (NADI) (51%) của Malaysia và Lion Air của Indonesia (49%). Tên Malindo có nguồn gốc từ tên của từng quốc gia: Malaysia và Indonesia. Malindo Air ban đầu dự kiến bắt đầu hoạt động vào ngày 01 tháng 5 năm 2013 từ nhà ga KLIA2 mới. Tuy nhiên, Malindo Air đưa về phía trước ngày ra mắt đến giữa tháng 3 năm 2013 với các điểm đến nội địa Malaysia.
Malindo Air cắt giảm tới 50% tiền lương và yêu cầu nhân viên nghỉ không lương luân phiên 2 tuần trong vài tháng tới. Trong một thông điệp gửi tới toàn công ty vào ngày 6/3/2020, CEO Mushafiz Mustafa Bakri nói hãng đang thực hiện các biện pháp để đối phó với sự sụt giảm doanh thu, bao gồm yêu cầu các nhà cung cấp lùi thời hạn thanh toán và kêu gọi nhân viên nghỉ phép không lương.

## Tuyến bay
Thời điểm đầu năm 2015, Malindo bay đến:
- Malaysia
  - Kuala Lumpur - Sân bay quốc tế Kuala Lumpur trung tâm
  - Kuala Lumpur - Sân bay Sultan Abdul Aziz Shah trung tâm
  - Alor Setar - Sân bay Sultan Abdul Halim
  - Ipoh - Sân bay Sultan Azlan Shah
  - Johor Bahru - Sân bay quốc tế Senai
  - Kerteh - Sân bay Kerteh
  - Kota Bharu - Sân bay Sultan Ismail Petra
  - Kota Kinabalu - Sân bay quốc tế Kota Kinabalu
  - Kuala Terengganu - Sân bay Sultan Mahmud
  - Kuantan - Sân bay Sultan Haji Ahmad Shah
  - Kuching - Sân bay quốc tế Kuching
  - Sân bay quốc tế Langkawi - Langkawi
  - Sân bay quốc tế Malacca - Melaka
  - Sân bay quốc tế Penang - Penang
- Bangladesh
  - Sân bay quốc tế Shah Amanat - Chittagong
  - Sân bay quốc tế Zia - Dhaka
- Ấn Độ
  - Sân bay quốc tế Indira Gandhi - Delhi
  - Sân bay quốc tế Cochin - Thành phố Cochin
  - Mumbai - Sân bay quốc tế Chhatrapati Shivaji
  - Tiruchirappalli - Sân bay quốc tế Tiruchirappalli
  - Trivandrum - Sân bay quốc tế Teivandrum
  - Visakhapatnam - Sân bay quốc tế Visakhapatnam (bắt đầu 15 tháng 2 năm 2015)
- Indonesia
  - Sân bay quốc tế Husein Sastranegara - Bandung
  - Sân bay quốc tế Hang Nadim - Batam
  - Denpasar - Sân bay quốc tế Ngurah Rai-Soekarno Hatta - Jakarta
  - Medan - Sân bay quốc tế Kuala Namu
  - Pekanbaru - Sân bay Sultan Syarif Kasim II
- Nepal
  - Kathmandu - Sân bay quốc tế Tribhuvan (bắt đầu 6 tháng 2 năm 2015)
- Thái Lan
  - Bangkok - Sân bay quốc tế Don Mueang
  - Krabi - Sân bay Krabi
- Singapore
  - Singapore - Sân bay Changi